# سیاست آب در خاورمیانه

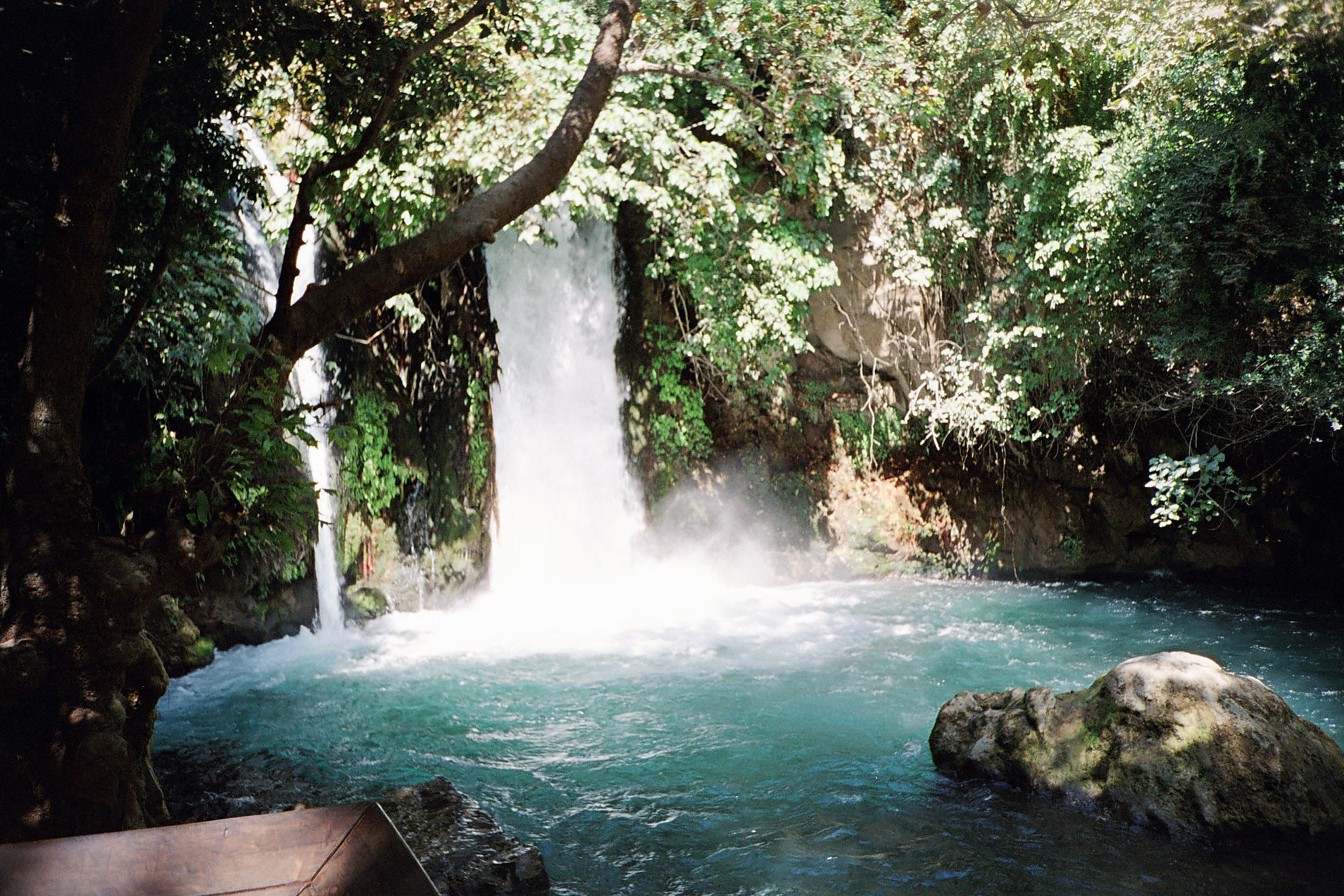
آبشار بانیاس، ارتفاعات جولان

سیاست آب در خاورمیانه به کنترل آب در خاورمیانه می‌پردازد که منطقه‌ای خشک است و در آن مسئلهٔ استفاده، ذخیره، کنترل و تخصیص آب اهمیت بنیادی دارد. رودهای نیل و دجله و فرات هلال حاصلخیزی را در این منطقه از جهان تشکیل داده‌اند، این رودخانه‌ها دارای قدمتی تاریخی و مهد تمدن و زادگاه کشاورزی با قدمت ۱۰۰۰۰ساله است. کشاورزان دشت بین النهرین حداقل از هزاره سوم پیش از میلاد کار آبیاری زمین برای کشاورزی را انجام می‌دادند.

## کلیت
سیاست آب در مناطق مختلفی از خاورمیانه حائز نقشی با اهمیت است و به ویژه در تعریف سیمایی کلی از سیاست خاورمیانه اهمیت زیادی دارد. مسئلهٔ آب در طبیعت درگیری میان اسرائیل و فلسطین نقشی محوری دارد. به عنوان مثالمی توان به ورود جمعیت عظیم اضافی به منطقهٔ نسبتاً شکننده‌ای از سرزمین، و افزایش جمعیت آن نسبت به میزان پیشین اشاره کرد. نگرانی در مورد آب به طور قابل ملاحظه‌ای مسیر توسعهٔ سیاسی خاورمیانه را شکل داده است. شابک ‎۱−۸۶۰۶۴−۸۱۳−۴